# شیخلر (یاردیملی)
شیخلر (به ترکی آذربایجانی: Şıxlar) یک منطقه مسکونی در جمهوری آذربایجان است که در شهرستان یاردیملی واقع شده‌است. شیخلر ۵۰۷ نفر جمعیت دارد.

## دین
در مسجد جامع شیخلر یک هیئت مذهبی وجود دارد.